# Ellie Kendrick
Eleanor Lucy V. "Ellie" Kendrick (Londres, 6 de Junho de 1990) é uma atriz inglesa conhecida pela atuação na minisérie da BBC "O Diário de Anne Frank" (como Anne Frank). Também atuou na série inglesa Upstairs Downstairs em 2010, também transmitido pela BBC. Ela é também conhecida por atuar em Game of Thrones como Meera Reed.

## Biografia
Kendrick estudou na Benenden School em Kent e é formada na National Youth Theatre. Em Outubro de 2009, ela iniciou seus estudos em inglês na Universidade de Cambridge.

### Vida Profissional
Kendrick atuou papéis em Waking the Dead (2004), Doctors (2004), In 2 Minds (2004), Prime Suspect: The Final Act (2006), Lewis (2007) e o filme An Education, escrito por Nick Hornby e que estreou no Festival Sundance de Cinema de 2009.
Kendrick atuou como Anne Frank na minissérie de 2009 "O Diário de Anne Frank". Ela disse que sua aproximação com a personagem foi como "desmascarar as camadas de idealização e pensar nos personagens como pessoas normais". Sua performance foi elogiada como "trazendo realismo puro para um papel icônico".
Em 2009, ela fez sua estréia nos palcos como Julieta em uma produção da Globe Theatre para Romeu e Julieta. Em dezembro de 2010, ela atuou como uma empregada doméstica na série Upstairs Downstairs, mas não retornou para a segunda temporada em 2012. 
Em 2011 Kendrick participou da produção de Life and Fate da BBC 4. Ela também participou como Allison na série Ser Humano, no episódio "Puppy Love" de 2012. Ela retornou para o último episódio da série em 2013.
Em 2012, Kendrick integrou a a terceira temporada de Game of Thrones como Meera Reed. Em 2013 ela retornou aos palcos em In the Republic of Happiness e The Low Road no Teatro da Corte Real, e também como Constance na série de TV Chickens. Kendrick parece estar escalada para os próximos episódios de Misfits.

## Carreira

### Filmografia
| Ano        | Título                       | Papel          | Notas                                                                                    |
| ---------- | ---------------------------- | -------------- | ---------------------------------------------------------------------------------------- |
| 2004       | Waking the Dead              | Jovem Greta    | Episódio: "The Hardest Word, Part 2"                                                     |
| 2004       | Doctors                      | Laura          | Episódio: "Promises, Promises"                                                           |
| 2006       | Prime Suspect: The Final Act | Melanie        | Filme para TV                                                                            |
| 2007       | Lewis                        | Megan Linn     | Episódio: "Whom the Gods Would Destroy"                                                  |
| 2009       | O Diário de Anne Frank       | Anne Frank     | 5 episódios Indicada — Melhor Atriz no Satellite Awards – Miniséries ou Filmes para TV]] |
| 2009       | An Education                 | Tina           |                                                                                          |
| 2010       | Upstairs Downstairs          | Ivy Morris     | 3 episódios                                                                              |
| 2012–2013  | Ser Humano                   | Allison        | 2 episódios                                                                              |
| 2012       | Um Dia Perfeito Para Casar   | Kitty Thatcham |                                                                                          |
| 2013–atual | Game of Thrones              | Meera Reed     | Papel Coadjuvante (2013 - presente)                                                      |
| 2013–atual | Chickens                     | Constance      | 1 episódio                                                                               |

### Radiografia
| Ano  | Título        | Estação |
| ---- | ------------- | ------- |
| 2011 | Life and fate | BBC 4   |
| 2012 | Dracula       | BBC 4   |

## Ligações Externas
- Ellie Kendrick. no IMDb.
- Ellie Kendrick – Spotlight CV
- Kendrick in a BBC Press Release